# Prodidomus domesticus
Prodidomus domesticus är en spindelart som beskrevs av Roger de Lessert 1938. Prodidomus domesticus ingår i släktet Prodidomus och familjen Prodidomidae.
Artens utbredningsområde är Kongo. Inga underarter finns listade i Catalogue of Life.